# Ombré hajfestés

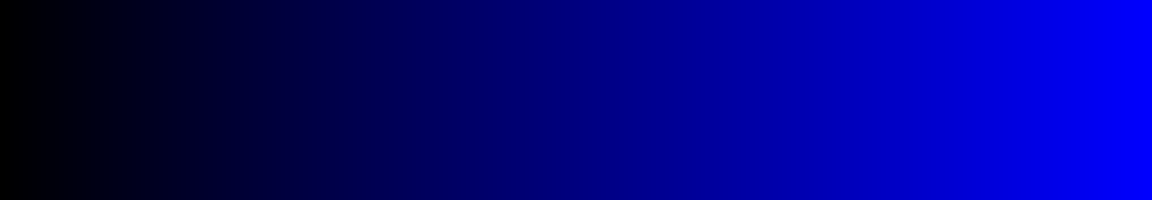
Ombré: feketéből kékbe

Az ombré hajfestés nevében az "ombré" (ejtsd: ámbré) francia eredetű melléknév jelentése: „árnyalat, árnyal, árnyékol”. A fodrászatban a haj töve és a haj vége közötti eltérő hajszínezést jelenti. Ombré frizura készíthető sötét vagy világos hajból is.

## Fajtái
Az alap fajta, amikor a hajtő sötétebb, és a hajvég felé egy vagy két színárnyalattal világosodik. Világos haj esetén ennek az ellenkezője is elképzelhető, amikor a hajtő a világos, és a hajvég a sötétebb. Ennél a technikánál is léteznek extrémebb megoldásokat, amikor két mesterséges színárnyalattal készítik el ugyanezt.

## Alkalmazás
A fodrászok azoknak ajánlják, akik még nem festették be hajukat de egy kis változatosságot szeretnének, vagy ha hamar megjelenik a lenövés a hajon, illetve azoknak, akik nem akarják kémiai anyagokkal súlyosan roncsolni hajukat.

## Galéria

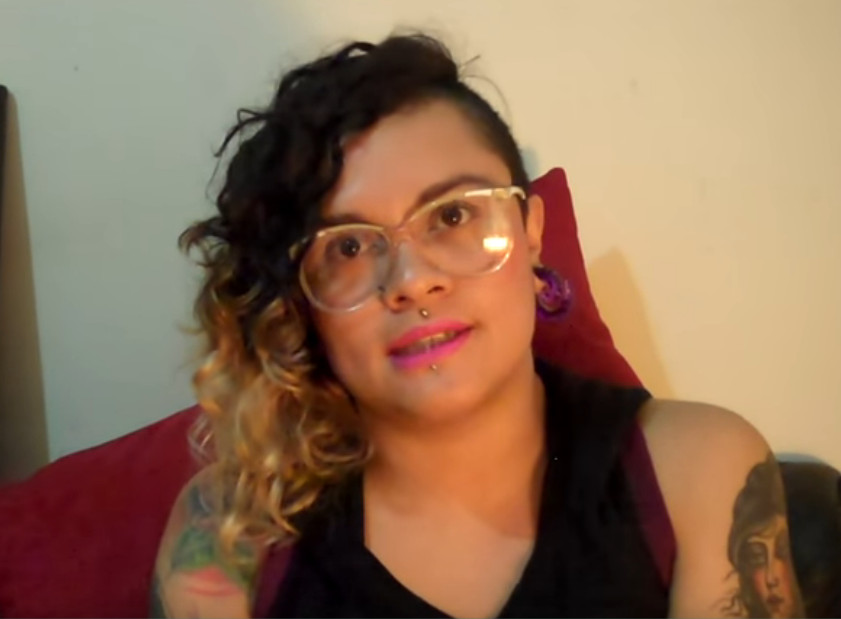
Rebeca Lane
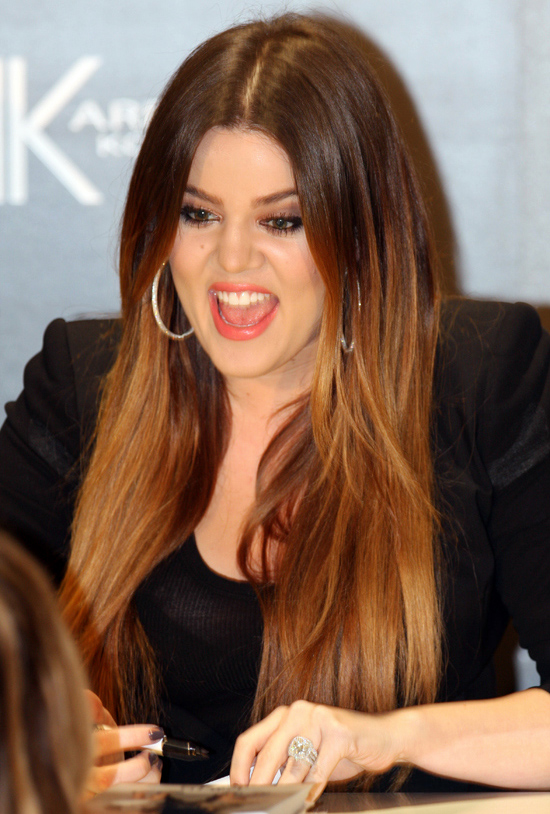
Khloe Kardashian
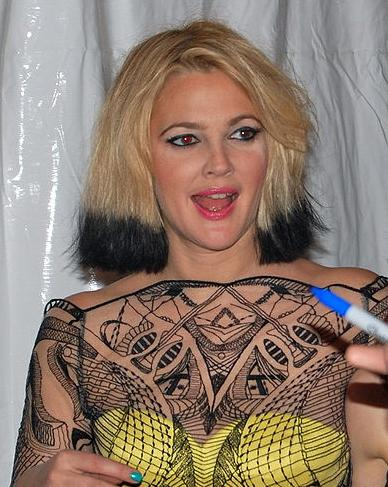
Drew Barrymore